# Juan de Borja Lanzol de Romaní

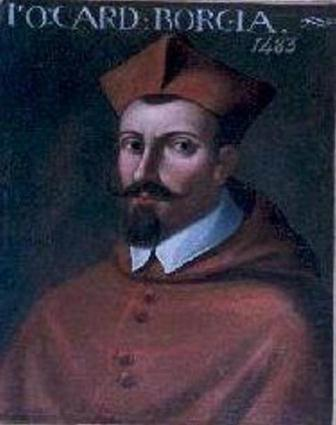
Kardinal Juan de Borja (Gemälde)

Juan de Borja Lanzol de Romaní (der Ältere) (auch: Juan de Borgia; * 1446 in Valencia; † 1. August 1503 in Rom) war Erzbischof von Monreale, Administrator von Olmütz, Bischof von Melfi, Bischof von Ferrara, Kardinal der Römischen Kirche sowie Lateinischer Titularpatriarch von Konstantinopel.

## Leben
Er war Sohn von Juana de Borja, der Schwester Rodrigo Borgias, und Pere-Guillem Llançol de Romaní, achter señor de Villalonga. Juan de Borgia war somit ein Verwandter der Päpste Kalixt III. und Alexander VI. Am 13. September 1483 wurde er zum Erzbischof von Monreale ernannt und am 31. August 1492 vom kurz zuvor zum Papst gewählten Alexander VI. zum Kardinalpriester von Santa Susanna erhoben. Von 1496 bis 1500 war er zudem Kardinaldiakon von Santa Maria in Portico. 1494 reiste er als päpstlicher Legat nach Neapel, um dort am 8. Mai den neuen König Alfons II. zu krönen.
Nach dem Amtsverzicht des Olmützer Administrators Ardicino della Porta 1492 ernannte der Papst Juan de Borgia zu dessen Nachfolger. Obwohl er die Diözese Olmütz niemals betreten hatte, bekleidete er dieses Amt vom 8. Februar 1493 bis zum 30. Januar 1497. In der Olmützer Bischofsliste wird er als  Johannes XV. Borgia bezeichnet. Erst nachdem der damalige Olmützer Domherr Stanislaus Thurzo im Auftrag des Domkapitels mit Papst Alexander VI. um die Wiederbesetzung des Bischofsstuhls verhandelte, verzichtete Juan de Borgia 1497 gegen eine Jahresrente von 500 Dukaten auf das Olmützer Administratoramt (fälschlich Bischofsamt).
Zudem war Juan de Borgia:
- vom 19. September 1494 bis zum 3. Dezember 1498 Bischof von Melfi sowie
- seit dem 29. Oktober 1494 auch Bischof von Ferrara.
- Am 24. April 1503 erhob ihn der Papst zum Lateinischen (Titular-)Patriarchen von Konstantinopel. Mit diesem Amt erhielt die katholische Kirche den nach dem 4. Kreuzzug begründeten Anspruch auf das Ökumenische Patriarchat von Konstantinopel aufrecht.

Kardinal Juan de Borja Lanzol de Romaní (der Ältere) starb im Sommer 1503, wenige Tage vor Papst Alexander VI. Er ist nicht zu verwechseln mit seinem gleichnamigen jüngeren Verwandten Juan de Borja Llançol de Romaní (1470–1500), der von 1496 an ebenfalls Kardinal war.